# Port lotniczy Albina
Port lotniczy Albina (IATA: ABN, ICAO: SMBN) – port lotniczy położony w mieście Albina w Surinamie.

## Linie lotnicze i połączenia
- Bluewing Airlines (Paramaribo-Zorg en Hoop)
- Caribbean Commuter Airways (Paramaribo-Zorg en Hoop)
- Gumair (Paramaribo-Zorg en Hoop)